# Cooka melanderi
Cooka melanderi är en tvåvingeart som beskrevs av Cook 1975. Cooka melanderi ingår i släktet Cooka och familjen dyngmyggor.
Artens utbredningsområde är Kalifornien. Inga underarter finns listade i Catalogue of Life.